# Vietnam i olympiska sommarspelen 2020
Vietnam deltog med en trupp på 18 idrottare vid de olympiska sommarspelen 2020 i Tokyo som hölls mellan den 23 juli och 8 augusti 2021 efter att ha blivit framflyttad ett år på grund av coronaviruspandemin. Ingen av landets deltagare erövrade någon medalj.

## Badminton
| Idrottare        | Gren       | Gruppspel                       | Gruppspel                       | Gruppspel                    | Gruppspel | Eliminering          | Kvartsfinal          | Semifinal            | Final / BM           | Final / BM       |
| Idrottare        | Gren       | Motståndare Resultat            | Motståndare Resultat            | Motståndare Resultat         | Placering | Motståndare Resultat | Motståndare Resultat | Motståndare Resultat | Motståndare Resultat | Placering        |
| ---------------- | ---------- | ------------------------------- | ------------------------------- | ---------------------------- | --------- | -------------------- | -------------------- | -------------------- | -------------------- | ---------------- |
| Nguyễn Tiến Minh | Herrsingel | Antonsen (DEN) L (13–21, 13–21) | Dwicahyo (AZE) L (14–21, 18–21) | —                            | 3         | Gick inte vidare     | Gick inte vidare     | Gick inte vidare     | Gick inte vidare     | Gick inte vidare |
| Nguyễn Thùy Linh | Damsingel  | Qi (FRA) W (21–11, 21–11)       | Tai T-y (TPE) L (16–21, 11–21)  | Jaquet (SUI) W (21–8, 21–17) | 2         | Gick inte vidare     | Gick inte vidare     | Gick inte vidare     | Gick inte vidare     | Gick inte vidare |

## Boxning
| Idrottare        | Gren                 | Sextondelsfinal      | Åttondelsfinal        | Kvartsfinal          | Semifinal            | Final                | Final            |
| Idrottare        | Gren                 | Motståndare Resultat | Motståndare Resultat  | Motståndare Resultat | Motståndare Resultat | Motståndare Resultat | Placering        |
| ---------------- | -------------------- | -------------------- | --------------------- | -------------------- | -------------------- | -------------------- | ---------------- |
| Nguyễn Văn Đương | Herrarnas fjädervikt | Aliyev (AZE) W 3–2   | Erdenebat (MGL) L 0–5 | Gick inte vidare     | Gick inte vidare     | Gick inte vidare     | Gick inte vidare |
| Nguyễn Thị Tâm   | Damernas dlugvikt    | Krasteva (BUL) L 2–3 | Gick inte vidare      | Gick inte vidare     | Gick inte vidare     | Gick inte vidare     | Gick inte vidare |

## Bågskytte
| Idrottare                             | Gren                   | Rankningsomgång | Rankningsomgång | 32-delsfinal         | Sextondelsfinal      | Åttondelsfinal       | Kvartsfinal          | Semifinal            | Final / BM           | Final / BM       |
| Idrottare                             | Gren                   | Poäng           | Placering       | Motståndare Resultat | Motståndare Resultat | Motståndare Resultat | Motståndare Resultat | Motståndare Resultat | Motståndare Resultat | Placering        |
| ------------------------------------- | ---------------------- | --------------- | --------------- | -------------------- | -------------------- | -------------------- | -------------------- | -------------------- | -------------------- | ---------------- |
| Nguyễn Hoàng Phi Vũ                   | Herrarnas individuella | 647             | 53              | Tang C-c (TPE) L 1–7 | Gick inte vidare     | Gick inte vidare     | Gick inte vidare     | Gick inte vidare     | Gick inte vidare     | Gick inte vidare |
| Đỗ Thị Ánh Nguyệt                     | Damernas individuella  | 628             | 49              | Hayakawa (JPN) L 5–6 | Gick inte vidare     | Gick inte vidare     | Gick inte vidare     | Gick inte vidare     | Gick inte vidare     | Gick inte vidare |
| Nguyễn Hoàng Phi Vũ Đỗ Thị Ánh Nguyệt | Mixedlag               | 1275            | 23              | —                    | —                    | Gick inte vidare     | Gick inte vidare     | Gick inte vidare     | Gick inte vidare     | Gick inte vidare |

## Friidrott
Förkortningar
- Notera– Placeringar avser endast det specifika heatet.
- Q = Tog sig vidare till nästa omgång
- q = Tog sig vidare till nästa omgång som den snabbaste förloraren eller, i teknikgrenarna, genom placering utan att nå kvalgränsen
- i.u. = Omgången fanns inte i grenen
- Bye = Idrottaren behövde inte tävla i omgången

Gång- och löpgrenar
| Idrottare     | Gren                | Heat  | Heat      | Semifinal | Semifinal | Final            | Final            |
| Idrottare     | Gren                | Tid   | Placering | Tid       | Placering | Tid              | Placering        |
| ------------- | ------------------- | ----- | --------- | --------- | --------- | ---------------- | ---------------- |
| Quách Thị Lan | Damernas 400 m häck | 55,71 | 4 Q       | 56,78     | 6         | Gick inte vidare | Gick inte vidare |

## Gymnastik

### Artistisk
Herrar
| Idrottare         | Gren | Kval    | Kval    | Kval    | Kval    | Kval    | Kval    | Kval   | Kval      | Final            | Final            | Final            | Final            | Final            | Final            | Final            | Final            |
| Idrottare         | Gren | Redskap | Redskap | Redskap | Redskap | Redskap | Redskap | Totalt | Placering | Redskap          | Redskap          | Redskap          | Redskap          | Redskap          | Redskap          | Totalt           | Placering        |
| Idrottare         | Gren | F       | BH      | Ri      | H       | B       | Rä      | Totalt | Placering | F                | BH               | Ri               | H                | B                | Rä               | Totalt           | Placering        |
| ----------------- | ---- | ------- | ------- | ------- | ------- | ------- | ------- | ------ | --------- | ---------------- | ---------------- | ---------------- | ---------------- | ---------------- | ---------------- | ---------------- | ---------------- |
| Lê Thanh Tùng     | Hopp | —       | —       | —       | 13,483  | —       | —       | 13,483 | 19        | Gick inte vidare | Gick inte vidare | Gick inte vidare | Gick inte vidare | Gick inte vidare | Gick inte vidare | Gick inte vidare | Gick inte vidare |
| Lê Thanh Tùng     | Räck | —       | —       | —       | —       | —       | 13,166  | 13,166 | 39        | Gick inte vidare | Gick inte vidare | Gick inte vidare | Gick inte vidare | Gick inte vidare | Gick inte vidare | Gick inte vidare | Gick inte vidare |
| Đinh Phương Thành | Barr | —       | —       | —       | —       | 11,833  | —       | 11,833 | 43        | Gick inte vidare | Gick inte vidare | Gick inte vidare | Gick inte vidare | Gick inte vidare | Gick inte vidare | Gick inte vidare | Gick inte vidare |

## Judo
| Idrottare             | Gren           | Sextondelsfinal      | Åttondelsfinal       | Kvartsfinal          | Semifinal            | Återkval             | Final / BM           | Final / BM       |
| Idrottare             | Gren           | Motståndare Resultat | Motståndare Resultat | Motståndare Resultat | Motståndare Resultat | Motståndare Resultat | Motståndare Resultat | Placering        |
| --------------------- | -------------- | -------------------- | -------------------- | -------------------- | -------------------- | -------------------- | -------------------- | ---------------- |
| Nguyễn Thị Thanh Thủy | Damernas 52 kg | Chițu (ROU) L 00–10  | Gick inte vidare     | Gick inte vidare     | Gick inte vidare     | Gick inte vidare     | Gick inte vidare     | Gick inte vidare |

## Rodd
| Idrottare                   | Gren                             | Heat    | Heat      | Återkval | Återkval  | Semifinal | Semifinal | Final   | Final     |
| Idrottare                   | Gren                             | Tid     | Placering | Tid      | Placering | Tid       | Placering | Tid     | Placering |
| --------------------------- | -------------------------------- | ------- | --------- | -------- | --------- | --------- | --------- | ------- | --------- |
| Đinh Thị Hảo Lường Thị Thảo | Damernas lättvikts-dubbelsculler | 7.36,21 | 4 R       | 7.53,69  | 5 FC      | Bye       | Bye       | 7.19,05 | 15        |

Teckenförklaring: FA= A-final (medalj); FB=B-final (ingen medalj); FC= C-final (ingen medalj); FD= D-final (ingen medalj); FE=E-final (ingen medalj); FF=F-final (ingen medalj); SA/B=Semifinal A/B; SC/D=Semifinal C/D; SE/F=Semifinal E/F; QF=Kvartsfinal; R=Återkval

## Simning
| Idrottare           | Gren                     | Heat     | Heat      | Semifinal        | Semifinal        | Final            | Final            |
| Idrottare           | Gren                     | Tid      | Placering | Tid              | Placering        | Tid              | Placering        |
| ------------------- | ------------------------ | -------- | --------- | ---------------- | ---------------- | ---------------- | ---------------- |
| Nguyễn Huy Hoàng    | Herrarnas 800 m frisim   | 7.54,16  | 20        | —                | —                | Gick inte vidare | Gick inte vidare |
| Nguyễn Huy Hoàng    | Herrarnas 1 500 m frisim | 15.00,24 | 12        | —                | —                | Gick inte vidare | Gick inte vidare |
| Nguyễn Thị Ánh Viên | Damernas 200 m frisim    | 2.05,30  | 26        | Gick inte vidare | Gick inte vidare | Gick inte vidare | Gick inte vidare |
| Nguyễn Thị Ánh Viên | Damernas 800 m frisim    | 9.03,56  | 30        | —                | —                | Gick inte vidare | Gick inte vidare |

## Skytte
| Idrottare       | Gren                      | Kval  | Kval      | Final            | Final            |
| Idrottare       | Gren                      | Poäng | Placering | Poäng            | Placering        |
| --------------- | ------------------------- | ----- | --------- | ---------------- | ---------------- |
| Hoàng Xuân Vinh | Herrarnas 10 m luftpistol | 573   | 22        | Gick inte vidare | Gick inte vidare |

## Taekwondo
| Idrottare            | Gren                      | Åttondelsfinal       | Kvartsfinal                  | Semifinal            | Återkval             | Final / BM           | Final / BM |
| Idrottare            | Gren                      | Motståndare Resultat | Motståndare Resultat         | Motståndare Resultat | Motståndare Resultat | Motståndare Resultat | Placering  |
| -------------------- | ------------------------- | -------------------- | ---------------------------- | -------------------- | -------------------- | -------------------- | ---------- |
| Trương Thị Kim Tuyền | Damernas flugvikt (49 kg) | Yong (CAN) W 19–5    | Wongpattanakit (THA) L 11–20 | Gick inte vidare     | Avishag (ISR) L 1–22 | Gick inte vidare     | 7          |

## Tyngdlyftning
| Idrottare       | Gren            | Ryck     | Ryck      | Stöt     | Stöt      | Totalt | Placering |
| Idrottare       | Gren            | Resultat | Placering | Resultat | Placering | Totalt | Placering |
| --------------- | --------------- | -------- | --------- | -------- | --------- | ------ | --------- |
| Thạch Kim Tuấn  | Herrarnas 61 kg | 126      | 8         | 153      | DNF       | 126    | DNF       |
| Hoàng Thị Duyên | Damernas 59 kg  | 95       | 5         | 113      | 5         | 208    | 5         |